# Zama (Kanagawa)
Zama (座間市, Zama-shi) est une ville de la préfecture de Kanagawa, au Japon.

## Géographie

### Localisation
Zama est située dans le centre de la préfecture de Kanagawa, sur un territoire plat ou formé de collines.

### Municipalités limitrophes
| Sagamihara | Sagamihara | Sagamihara |
| Atsugi     | Zama       | Yamato     |
| Ebina      | Ebina      | Yamato     |

### Démographie
En 2011, Zama comptait une population de 129 268 habitants, répartis sur une superficie de 17,57 km2. Au 1er octobre 2024, elle était estimée à 131 838 habitants.

### Hydrographie
Zama est arrosée par les rivières Sagami, Mekushiri et Hato. La ville est bien connue pour ses eaux à boire, chaudes en hiver et froides en été.

### Climat
Zama a un climat subtropical humide caractérisé par des étés chauds et des hivers frais avec peu ou pas de chutes de neige. La température annuelle moyenne est de 14,4 °C. Les précipitations annuelles moyennes sont de 1 632 mm, septembre étant le mois le plus humide.

## Histoire
Elle a été fondée le 1er novembre 1971.
La base militaire américaine de Camp Zama se situe à Zama et Sagamihara.

## Économie
L'économie de Zama a longtemps été dominée par l'usine de construction automobile de la firme Nissan, mise en service en 1962. Au début des années 1980, ses chaînes de montage livraient 600 000 véhicules par an. À la pointe de la technologie, l'usine recevait des visiteurs prestigieux comme Deng Xiaoping ou le prince Charles. Mais le deuxième constructeur automobile japonais fut frappé par la récession dans les années 1990 et fut restructuré après sa reprise partielle par le constructeur français Renault. L'usine de Zama fut fermée en 1995 et perdit les deux tiers de son effectif de 3 700 salariés. Sur le site, Nissan a maintenu le Zama Operation Center où sont notamment conçus et fabriqués des robots et machines utilisés dans d'autres usines du groupe.

## Transports
Zama est desservie par la ligne Odawara de la compagnie Odakyū et la ligne Sagami de la compagnie JR East.

## Jumelage
Zama est jumelée avec Smyrna aux États-Unis.